# 岩田茂穂
岩田 茂穂（いわた しげほ、1851年または1852年 - 1902年7月）は、江戸時代末期（幕末）の豊前中津藩士、明治の実業家。息子は獅子文六。

## 経歴
中津藩で二十人扶持を食む上士として生まれ、渡辺重石丸について国学・水戸学を学ぶ。神道系国粋主義運動に開眼し、明治3年（1870年）に帰郷した福沢諭吉の暗殺団に増田宋太郎らと共に加わるが、後に一転し、同5年（1872年）に増田と共に福沢の開いた慶應義塾に入塾した。
1877年に、のちに義父になる平山甚太（妻の父）と横浜に平山煙火製造所を設立。
明治16年（1883年）にはニューヨーク市立大学シティカレッジに留学。帰国後に、横浜市弁天通りで、欧米人を相手にした絹物貿易と小売の店「S.EWATA(岩田商店)」を開いた。
1902年（明治35年）7月、50歳で病没。事業は、妻と番頭が引き継いだが振るわず、文六が16歳のころに閉業した。

## 翻訳
- クリシイ（英語版）『万国有名戦記』陸軍文庫、1884年（吉村軌一と共訳）NDLJP:768662